# Рихардс Букартс
Рихардс Букартс (лет. Rihards Bukarts — Јурмала, 31. децембар 1995) професионални је летонски хокејаш на леду који игра на позицијама левокрилног и деснокрилног нападача. 
Члан је сениорске репрезентације Летоније за коју је на међународној сцени дебитовао на светском првенству 2017. године.